# Parabole (rhétorique)
Pour les articles homonymes, voir Parabole (homonymie).
La parabole (du grec παραϐολή, « rapprochement, comparaison ») est une figure de rhétorique consistant en une courte histoire qui utilise les événements quotidiens pour illustrer un enseignement, une morale ou une doctrine. Tandis que celle-ci, en général, présente directement le fait qu’elle a en vue, la parabole offre, sous ses couleurs véritables, un fait qui doit servir à la démonstration d’une vérité d’un autre ordre, avec laquelle elle a une relation plus ou moins facile à saisir. « Substituez dans la parabole, dit l’abbé Girard, le véritable fait à celui qu’elle expose, vous changerez le fond du discours : substituez dans l’allégorie les véritables couleurs à celles qu’elle emprunte, vous ne changerez que la forme. » On la trouve également dans le discours argumentatif lorsqu’un récit illustre la thèse défendue pour faciliter la compréhension du lecteur.
La parabole est également un récit allégorique qui permet de dispenser un enseignement moral ou religieux. Présente dans la Bible où elle joue le rôle de l’apologue et de la fable, surtout les Évangiles, qui l'ont empruntée au midrash hébreu, la parabole biblique est reprise dans les sermons des orateurs chrétiens. Le Nouveau Testament en contient un très grand nombre : le grain de sénevé ou l’Église, le Bon Samaritain ou l’amour de l’humanité, le levain ou la grâce, les loups ravisseurs sous des peaux d’agneaux ou les instituteurs de fausses doctrines, le travail des ouvriers de la vigne ou les œuvres du salut, le mauvais riche ou l’obligation de l’aumône, le bon pasteur, etc.
Les paraboles sont plus fréquentes encore dans la littérature bouddhique ; les Avadana, le Hitopadekas donnent à peine l’idée des recueils plus vastes dont ils sont extraits et dont l’un s’appelle le Yu-Lin, c’est-à-dire la « Forêt de comparaisons».
Nietzsche s'inspire de la prose religieuse et notamment biblique dans son Ainsi parlait Zarathoustra, qui fourmille de paraboles.
Dans les littératures modernes, les Allemands surtout ont cultivé la parabole ; Lessing, Herder et Krummacher y ont particulièrement réussi.
Dans le Bouc émissaire, René Girard remarque que « paraballo signifie jeter quelque chose en pâture à la foule pour apaiser son appétit de violence, de préférence une victime, un condamné à mort ; c'est ainsi qu'on se tire soi-même d'une situation épineuse, de toute évidence. C'est pour empêcher la foule de se retourner contre l'orateur que celui-ci recourt à la parabole, c'est-à-dire à la métaphore. »